# Jocelyne Trouillot

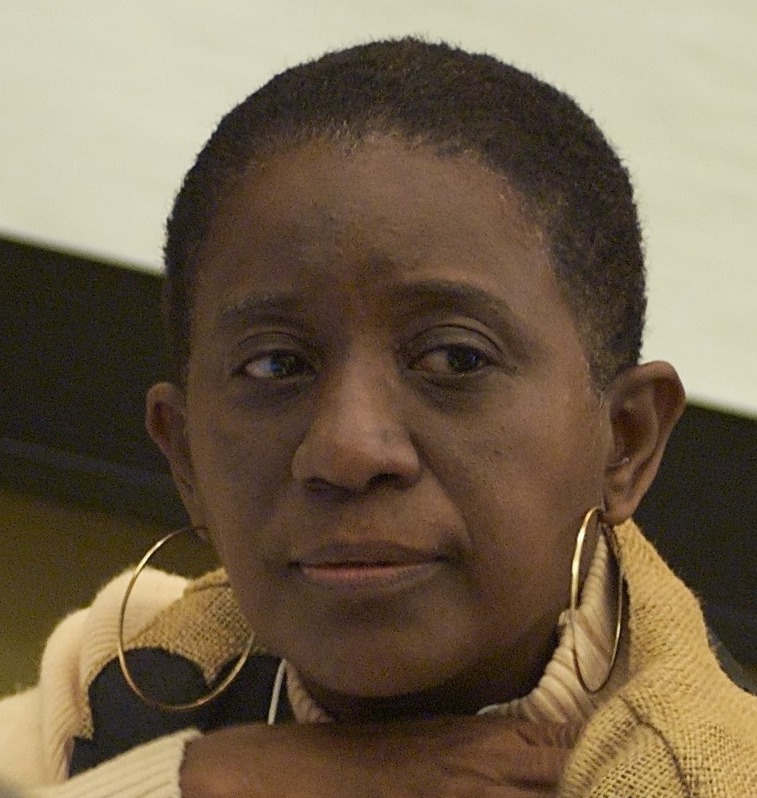

Marie-Jocelyne Trouillot (sinh ngày 21 tháng 4 năm 1948) là một nhà văn và nhà giáo dục người Haiti.
Con gái của Ernst Trouillot và Anne Marie Morisset, cô được sinh ra ở Port-au-Prince. Cô tốt nghiệp trường đại học École Normale ở Haiti và sau đó tiếp tục học ngành tâm lý học và giáo dục tại Đại học Bordeaux. Cô đã nhận bằng thạc sĩ về giáo dục song ngữ từ Đại học Long Island. Trouillot đã dạy trong vài năm, cũng phát triển tài liệu giáo dục cho trẻ em Haiti. Sau khi chuyển đến Florida, cô đã hoàn thành bằng tiến sĩ tại Đại học Florida Atlantic. Trong một số năm, cô đã chỉ đạo giáo dục song ngữ cho các trường học ở Hạt Dade. Sau khi chế độ Duvalier ở Haiti kết thúc, cô trở về Haiti, nơi cô là người đồng sáng lập của Đại học Caraïbe. Trouillot cũng là người sáng lập và chủ tịch của AYIBBY, chi nhánh Haiti của Hội đồng quốc tế về sách dành cho giới trẻ. Cô khuyến khích việc sử dụng Haiti Creole trong trường học.
Trouillot là tác giả của một số sách giáo khoa, cũng như sách thiếu nhi ở Creole. Cô cũng là giám đốc của Đại học Caraïbe và giám đốc của nhà xuất bản Đại học Caraïbe.
Cô là em gái của các nhà văn Lyonel Trouillot và Évelyne Trouillot.

## Tác phẩm được chọn
- Betsi (2007)
- Yo bay kanè (2008)
- Pòpòl nèg Chanzòl (2009)
- Goudougoudou (2010)
- 126 lèt damou (2011)